# 徐州 (北魏)
徐州，中国南北朝时北魏设置的州。
魏太武帝延和二年（433年）设置徐州，治所在外黄（治今河南省民权县）。后移治济阳县（今河南省兰考县东北）。下辖谯郡、梁郡、彭城郡、沛郡，共领九县。以刁雍为平南将军、徐州刺史、东安侯。魏献文帝皇兴年间，北魏夺得刘宋徐州，废除今河南的徐州。